# كول مورد (شلال ودشتغل)
كول مورد (بالفارسية: کول مورد) هي منطقة سكنية تقع في إيران في قسم شلال ودشتغل الريفي. يقدر عدد سكانها بـ 44 نسمة .